# 罗斯·布朗

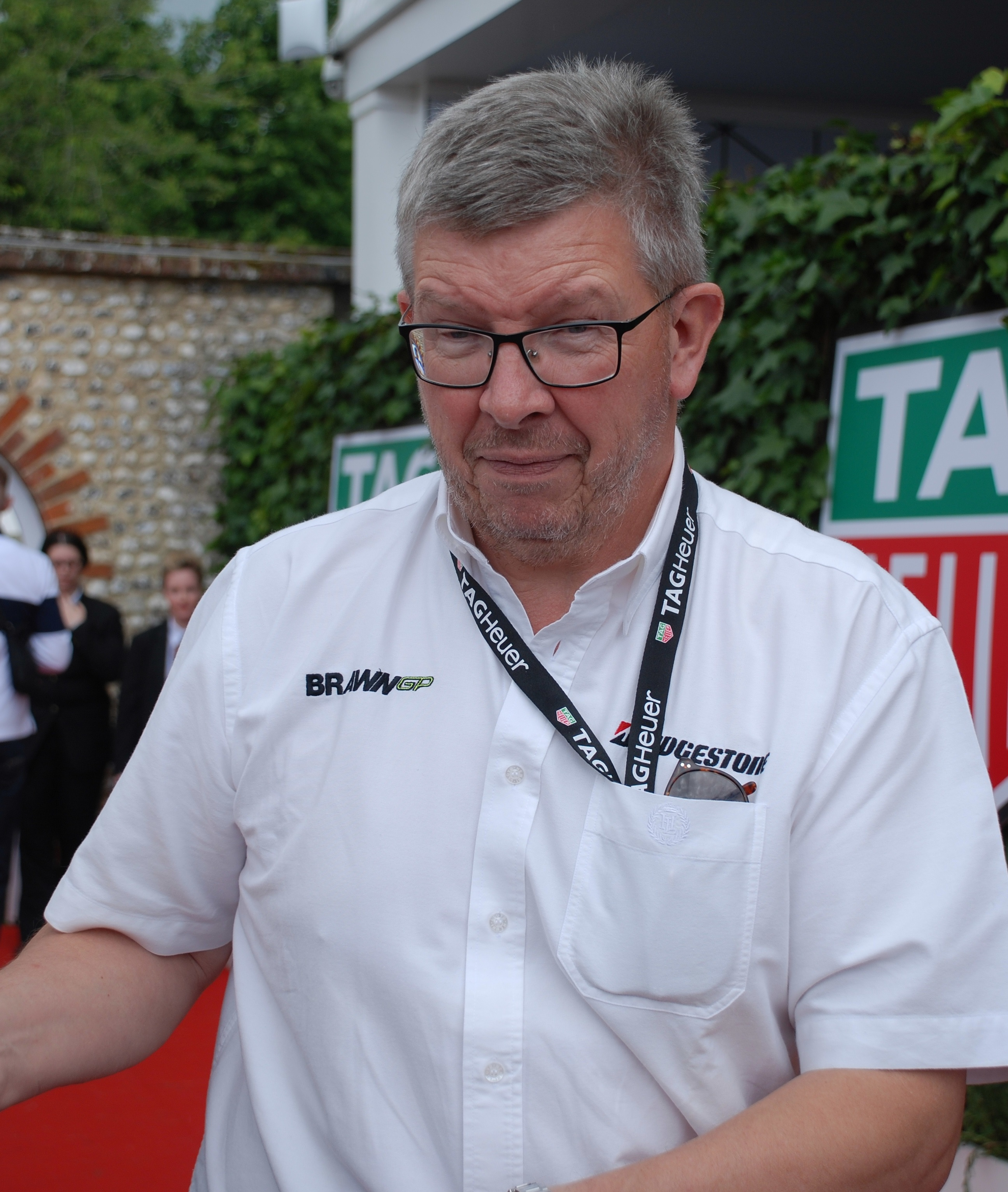
2016年，罗斯·布朗在古德伍德赛车节

罗斯·詹姆斯·布朗，OBE（英語：Ross James Brawn，生于英国曼彻斯特，1954年11月23日— ），英国工程师，目前担任一级方程式集团总经理。他曾担任一级方程式法拉利车队技术总监一职长达十年，2009赛季买下了本田车队改名为布朗F1車隊，并取得双冠。2009年11月17日奔驰集团宣布收购布朗GP车队75.1%的股份。新车队更名为梅赛德斯-奔驰大奖赛车队(Mercedes Benz grand prix team)。从此布朗F1車隊在参赛第一赛季便得到雙冠之後退出歷史舞台。但罗斯·布朗仍将担任车队的主席职务。2013年，布朗离开梅赛德斯车队。

## 职业生涯
罗斯·布朗的职业生涯开始于1976年，那时的他加入位于比斯特镇的马切车队（March Engineering），担任铣床操作员。不久之后，他作为一名机械师加入了他们的三级方程式赛车队。
1987年，罗斯·布朗被弗兰克·威廉姆斯爵士聘用，加入新近成立的威廉姆斯车队，司职机械师。他很快升职为一位在车队研发部门的风洞工作的空气动力学家。
经过在现已解散的哈斯·罗拉车队以及飞箭车队短暂效力之后，罗斯·布朗在1989年加入捷豹的跑车比赛部门，并领导设计了捷豹XJR-14。在1991年世界跑车锦标赛（World Sportscar Championship）上，泰欧·法比驾驶捷豹XJR-14赛车赢得车手及车队双料总冠军。

### 贝纳通车队
1991年，罗斯·布朗回到F1围场中并加入贝纳通车队，担任技术总监。在贝纳通车队，他帮助迈克尔·舒马赫赢得了1994年的一级方程式锦标赛车手总冠军并于1995赛季再次卫冕；车队在1995年也赢得了一级方程式锦标赛车队总冠军。罗斯·布朗开始被很多专业记者认为是组成这些冠军的重要部分，尤其是在制订比赛策略方面。

### 法拉利车队
1996年年底，罗斯·布朗随迈克尔·舒马赫来到法拉利车队。当车队在1997年开始向总冠军的荣耀发起挑战时，他再次因他的比赛策略而出名；尽管当年的威廉姆斯车队的赛车具有统治力并且迈凯伦车队的赛车从1998年起也越发具备优势。在法拉利车队进行了“重建”的几年后，他（作为法拉利的技术总监）帮助法拉利夺回荣耀：为车队赢得了1999年的一级方程式锦标赛车队总冠军；从此开始了法拉利的车队六连冠。他还带领车队帮助迈克尔·舒马赫赢得了从2000年到2004年的一级方程式锦标赛车手总冠军五连冠。2006年10月，法拉利车队宣布罗斯·布朗在赛季结束后将离开车队。

### 本田车队
在休息一年后，罗斯·布朗在2007年底加入本田车队，担任领队。但2008年赛季结束后，本田宣布离开一级方程式。之后罗斯·布朗收购了本田车队的资产，并更名为布朗GP车队，参加2009年的赛事。

### 布朗GP车队
由于在2009年赛季初期作为唯一设计使用了双重扩散器的车队，布朗GP在赛季伊始便取得了压倒性的积分优势。虽然在赛季中后段各支车队也开始使用类似设计奋力追击，但布朗GP该赛季还是赢得了车队和车手双重世界冠军。在赛季结束后，罗斯·布朗及简森·巴顿分别获得了OBE和MBE。2009年11月，梅赛德斯-奔驰宣布收购布朗GP车队，组建梅赛德斯车队，罗斯·布朗将担任车队领队。

### 入职F1管理公司重返F1
2017年1月23日，F1新股东美国自由媒体集团宣布F1赛事新的领导层架构，切斯·凯里取代伯尼-艾克莱斯顿，成为新的首席执行官（CEO），罗斯-布朗回归F1被任命为总经理（managing director），前ESPN执行副总裁西恩-布拉切斯（Sean Bratches）将负责商业运作。